# Platypalpus sulcolanatus
Platypalpus sulcolanatus är en tvåvingeart som beskrevs av Smith 1967. Platypalpus sulcolanatus ingår i släktet Platypalpus och familjen puckeldansflugor.
Artens utbredningsområde är Tanzania. Inga underarter finns listade i Catalogue of Life.